# 보리스 피스토리우스

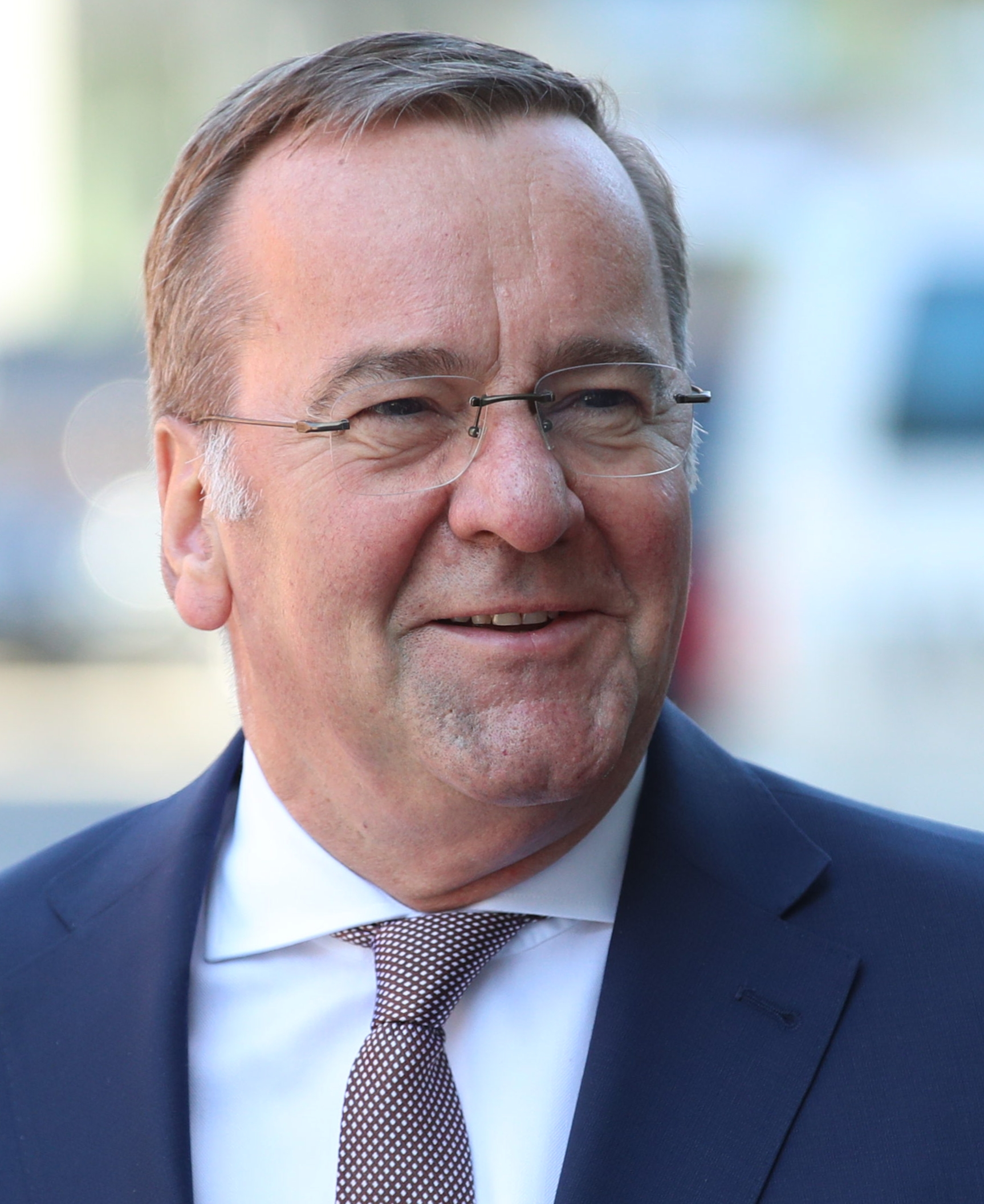
2025년 피스토리우스

보리스 피스토리우스(Boris Pistorius), 본명 보리스 루트비히 피스토리우스(Boris Ludwig Pistorius, de, 1960년 3월 14일 ~ )는 독일의 변호사이자 독일 사회민주당(SPD) 소속 정치인으로, 2023년부터 올라프 숄츠와 프리드리히 메르츠를 포함한 역대 독일 총리 정부에서 연방 국방장관을 역임하고 있다. 이로써 그는 숄츠 내각에서 유일하게 직위를 유지한 장관이 되었다. 그는 국방부 장관으로 임명된 이후 상당한 대중적 지지를 받으며 독일에서 가장 인기 있는 정치인 중 한 명으로 여겨진다.
2025년 독일 연방의회 선거 이후, 그는 제21대 독일 연방의회 의원이다. 경력 초기에는 니더작센주 주의회 의원이었으며, 2013년부터 2017년까지 니더작센주 주정부(바일 2기 내각)에서 내무 및 스포츠 담당 주 장관을 역임했다. 2006년부터 2013년까지 피스토리우스는 오스나브뤼크 시장을 지냈다.

## 초기 생활 및 교육
피스토리우스는 오스나브뤼크에서 우르줄라 피스토리우스(옛 성은 라베; 1933년~2015년)와 루트비히 피스토리우스(1923년~2009년)의 둘째 아들로 태어났다. 그의 어머니는 1972년부터 1996년까지 오스나브뤼크 시의회 의원이었으며, 1978년부터 1990년까지 니더작센주 주의회 의원으로도 활동했다.
오스나브뤼크의 에른스트 모리츠 아른트 김나지움에서 아비투어를 마친 후, 그는 1980년에 독일 연방방위군에서 병역을 수행했으며 이후 뮌스터 대학교와 오스나브뤼크 대학교, 그리고 짧은 기간 동안 가톨릭 서부 대학교에서 법학을 공부했다.

## 초기 경력
피스토리우스는 1991년부터 1995년까지 니더작센주 내무스포츠부의 내무부 장관 게르하르트 글로그프스키의 개인 고문으로 게르하르트 슈뢰더 니더작센주 주지사가 이끌던 정부에서 일했으며, 1995년부터 1996년까지 그의 사무실 부장이었다.

## 정치 경력

### 지방 정치 경력
피스토리우스는 1976년 SPD에 입당했다.
피스토리우스는 1996년부터 2013년까지 시의회 의원이었고 1999년부터 2002년까지 오스나브뤼크의 제2 시장을 역임했다.
피스토리우스는 2006년 11월 7일 볼프강 그리저트에게 55.5%의 득표율로 승리하며 오스나브뤼크 시장으로 임기를 시작했다. 그리저트는 피스토리우스가 2013년 니더작센 주정부 직책으로 인해 사임한 후 시장이 되었다.

### 내무 및 스포츠 담당 주 장관 (2013년-2022년)
2013년 니더작센 주 선거 이후, 피스토리우스는 2013년 2월 19일 제17대 니더작센 주 의회 개원회에서 내무 및 스포츠 담당 주 장관으로 취임했다.
2013년부터 2017년까지 피스토리우스는 독일 연방상원에서 주의 대표 중 한 명이었고, 2017년부터는 대체 의원이었다. 이 자격으로 그는 러시아 연방의회와 협력하여 설립된 독일-러시아 우호 단체의 일원이었다. 그는 또한 북대서양 조약 기구 의회총회 독일 대표단의 교체 의원이었으며, 그곳에서 정치 위원회, NATO 파트너십 소위원회, 대서양 관계 소위원회의 일원이었다.
주정부 재직 기간 동안 피스토리우스는 이슬람 급진주의, 테러 위협, 조직범죄, 극우 극단주의에 대한 강경한 입장으로 주 내에서 두드러진 인물로 널리 평가받았다.

### 국정 활동
2017년 독일 연방의회 선거 후 앙겔라 메르켈 독일 총리의 지도하에 4번째 연립정부 구성을 위한 협상에서 피스토리우스는 토마스 데메지에르, 슈테판 마이어 및 하이코 마스가 이끄는 내무 및 법률 문제 실무 그룹에 참여했다.
2019년 SPD 대표 선거에서 피스토리우스는 작센주 장관 페트라 회핑과 함께 당 공동 대표직 후보로 출마했다. 쾨핑과 피스토리우스는 14.41%의 득표율로 5위에 그쳤다.
2021년 독일 연방의회 선거 이후 SPD, 동맹 90/녹색당, 자유민주당(FDP)의 이른바 신호등 연정을 구성하기 위한 협상에서 피스토리우스는 이민 및 통합 실무 그룹에서 당 대표단을 이끌었다. 다른 당의 공동 의장은 루이제 암츠베르크와 요아힘 슈탐프였다.

### 연방 국방장관 (2023년–현재)
2023년 1월 17일, 올라프 숄츠 독일 총리는 잦은 정치적 실수로 1월 16일 사임한 크리스티네 람브레히트의 후임으로 피스토리우스가 숄츠 총리 내각의 국방장관이 될 것이라고 발표했다. 이는 많은 정치 평론가들에게 놀라움으로 다가왔다. SPD 공동 대표 라르스 클링바일과 독일 연방방위군 의회 국방위원 에바 회글이 가장 자주 후임자로 거론되었기 때문이다. 이 임명은 비판을 받았는데, 이는 숄츠가 내각 구성 시 약속했던 성별 균형을 깨뜨리는 것을 의미했기 때문이다. 이에 대한 타당한 설명은 유럽의 심각한 군사 위기 속에서 – 독일 연방방위군을 포함한 많은 사람들이 – 군사 경험이 전혀 없는 사람을 다시 임명하는 것은 무책임하다고 생각하고 성별보다는 능력에 따라 임명하는 것이 낫다고 보았기 때문이다.
그는 2025년 독일 연방의회 선거 이후 프리드리히 메르츠에 의해 그의 내각에 유임되었다.
- 2023년 피스토리우스와 주독일 미국 대사 에이미 구트만
- 2023년 1월 19일 독일 베를린에서 피스토리우스와 당시 미국 국방장관 로이드 오스틴
- 2025년 2월 벨기에 브뤼셀에서 피스토리우스와 미국 국방장관 피트 헤그세스

피스토리우스는 2023년 1월 19일 프랑크발터 슈타인마이어 독일 대통령에 의해 정식으로 임명되었고, 결국 독일 연방의회에서 취임 선서를 했다.
재임 첫 해 동안 피스토리우스는 2023년 5월에 €2.7 억(US$3.0 억)에 달하는 우크라이나 군사 지원을 발표했으며 2023년 10월에는 €1 억(US$1.1 억)을 추가로 지원했다.
2023년 3월, 피스토리우스는 숄츠 총리와 기시다 후미오 총리가 의장을 맡은 독일과 일본 정부의 첫 공동 내각 회의에 도쿄도에서 참석했다. 2023년 10월, 그는 숄츠와 에마뉘엘 마크롱 대통령이 의장을 맡은 독일과 프랑스 정부의 첫 공동 내각 연수회에 함부르크에서 참여했다.
2024년 7월, 크리스티안 린트너는 보리스 피스토리우스에게 연정 정부가 이미 합의한 것 이상의 군 현대화를 위한 추가 자금은 제공되지 않을 것이라고 경고했다. 이는 러시아의 우크라이나 침공 이후 증가한 안보 우려 속에서 독일 국방을 활성화할 책임이 있는 피스토리우스에게 실망감을 안겨준 예산 결정 이후에 나온 것이다. 린트너는 피스토리우스가 군사력 증강을 위해 사용할 수 있도록 1,000억 유로의 특별 기금을 마련했으며, 이는 이전 국방장관들에게는 전례 없는 자원임을 강조하며 효율적인 자원 사용을 촉구했다. 이러한 예산 제약은 IMF가 독일의 낮은 공공 인프라 투자가 경제 성장에 영향을 미치고 있다고 지적한 가운데 발생했다. 독일은 G7 국가 중 가장 낮은 부채-GDP 비율을 기록하고 있음에도 말이다.
피스토리우스의 지도 아래, 독일은 2024년 8월 대한민국에서 미국 주도의 유엔군사령부(UNC)에 가입하여 18번째 가입국이 되었다. 또한 2024년 8월, 피스토리우스와 필리핀 국방장관 힐베르토 테오도로는 양국 군대 간 장기적인 관계를 수립하여 훈련 및 양자 교류를 확대하고, 양자 무기 협력 기회를 모색하며, 공동 프로젝트에 참여하기로 약속했다.
2024년 7월, 미국은 2026년부터 독일에 장거리 미사일을 배치할 의사를 발표했다. 독일에 배치될 미국 무기에는 SM-6와 토마호크 순항 미사일 및 극초음속 무기가 포함될 것이다. 독일에 미사일을 배치하기로 한 미국의 결정은 1980년대 서유럽에 퍼싱 II 발사기를 배치했던 것과 비교되고 있다. 이 결정은 보리스 피스토리우스와 독일 총리 올라프 숄츠의 지지를 받았다. 비평가들은 이러한 조치가 새로운 군비 경쟁을 촉발할 것이라고 말한다. 러시아 군사 분석가에 따르면, 재래식 미사일과 핵탄두를 탑재한 미사일을 구별하는 것은 극히 어려울 것이며, 러시아는 독일에 장거리 핵 시스템을 배치하여 대응할 수 있다고 한다.
2024년 실시된 여론조사에서 피스토리우스는 독일에서 가장 인기 있는 정치인으로 나타났다. 그는 2025년 선거에서 SPD의 총리 후보가 되는 것을 거절했다.

## 다른 활동

### 기업 이사회
- 뮌스터 오스나브뤼크 국제공항, 감사회 회원 (2011년–2013년)[42]
- 니더작센 슈파르카센슈티풍, 이사회 회원[43]틀:Full citation needed

### 비영리 단체
- 뮌헨 안보회의, 자문위원회 위원 (2023년–현재)[44]
- 독일 사회민주당 경제포럼, 정치 자문위원회 위원 (2020년–현재)[45]
- 로베르트 엥케 재단, 이사회 회원 (2017년–현재)[46]
- 알로이스 & 브리기테 코펜라트 재단, 이사회 회원[47]

## 정치적 입장
2018년, 피스토리우스는 러시아에 대한 제재를 재검토해야 한다고 제안했다. 2021년에는 독일이 극단주의 콘텐츠 추적 요청을 계속 무시할 경우 애플과 구글의 앱 스토어에서 메시징 프로그램 텔레그램을 삭제하도록 명령해야 한다고 요구했다.틀:Full citation needed 2022년 러시아의 우크라이나 침공이 한창일 때, 피스토리우스는 러시아의 우크라이나에 대한 "잔혹한 공격"을 비난했다. 2022년 5월, 그는 러시아 지지자들이 독일 거리에서 러시아의 우크라이나 전쟁을 미화해서는 안 된다고 말했다. 2023년 10월, 이스라엘-하마스 전쟁 발발 후 피스토리우스는 이스라엘에 대한 전적인 지지를 표명했다. 그는 요아브 갈란트 이스라엘 국방장관에게 "물질적 지원으로 당신을 도울 수 있는 모든 것을 하겠다"고 말했다. 2024년 1월, 그는 러시아가 5~8년 안에 NATO를 공격할 수 있다고 경고했다. 2024년 4월, 피스토리우스는 블라디미르 푸틴 러시아 대통령을 나치 독일의 지도자 아돌프 히틀러에 비유하며 유럽이 러시아와의 전면적인 전쟁에 대비해야 한다고 촉구했다. 그는 "푸틴은 우크라이나와의 전쟁이 끝나도 멈추지 않을 것"이라고 말했다.

## 개인 생활
피스토리우스는 2015년 암으로 사망한 아내 자비네와의 사이에 두 딸을 두었다. 그는 2016년부터 2022년 봄까지 도리스 슈뢰더쾨프와 교제했다. 2022년부터는 뒤스부르크-에센 대학교 교수인 율리아 슈반홀츠와 교제하고 있다.

## 수상 및 명예
- 2009년: 대통령 공로 훈장 (포르투갈)[57]
- 2019년: 슐레지엔 향토협회의 슐레지엔실트[58]